# Institut de Recerca de l'Hospital de la Santa Creu i Sant Pau
L'Institut de Recerca de l'Hospital de la Santa Creu i Sant Pau (IR-Sant Pau) és un centre de recerca creat el 4 de juny de 1992, com a fundació privada de caràcter científic, que des del 2011 forma part de la xarxa de Centres de Recerca de Catalunya (CERCA).
L'objectiu de l'IR-Sant Pau és la promoció de la recerca bàsica, clínica, epidemiològica i de serveis sanitaris en el camp de les ciències de la salut i la biomedicina. Rep la participació de la Generalitat de Catalunya, la Fundació de Gestió Sanitària de l'Hospital de la Santa Creu i Sant Pau, la Universitat Autònoma de Barcelona (UAB), el Consorci Sanitari de Barcelona, i l'Acadèmia de Ciències Mèdiques de Catalunya i Balears.
El 2018 s'inaugurà la nova seu de l'Institut de Recerca de l'Hospital de la Santa Creu i Sant Pau, on treballen conjuntament més de 300 professionals, de l'àrea assistencial i de l'àmbit de la investigació.
Des del 2019 el director de Institut de Recerca de l'Hospital de la Santa Creu i Sant Pau és el doctor i catedràtic de Genètica de la Universitat Autònoma de Barcelona (UAB), Jordi Surrallés. Surrallés dirigeix el servei de genètica de l'Hospital de Sant Pau des del 2017, és el màxim responsable del Biobanc de reparació d'ADN i es investigador principal del Centre d'Investigació Biomèdica en Xarxa d'Enfermetats Rares (CIBERER).